# Hemikrithe
Hemikrithe is een geslacht van kreeftachtigen uit de klasse van de Ostracoda (mosselkreeftjes).

## Soorten
- Hemikrithe foveata Guan, 1978 †
- Hemikrithe hengchunensis Hu, 1984 †
- Hemikrithe javaensis Malz, 1982
- Hemikrithe karwarensis Honnappa & Abrar, 1984
- Hemikrithe orientalis Bold, 1950
- Hemikrithe peterseni Jain, 1978
- Hemikrithe posterotruncata Jiang & Wu in Gou, Chen, Guan, Jian, Liu, Lai & Chen, 1981 †
- Hemikrithe taiwanensis Malz, 1982